# Desa Situgede (administrativ by i Indonesien, lat -6,55, long 106,74)
Desa Situgede är en administrativ by i Indonesien.   Den ligger i provinsen Jawa Barat, i den västra delen av landet, 40 km söder om huvudstaden Jakarta.